# 1220-talet

## Händelser
- 1224 - Krig utbryter mellan Frankrike och England.

## Födda
- 1223 - Jutta av Sachsen, drottning av Danmark.
- 1225 - Innocentius V, påve.
- 30 september 1227 - Nicolaus IV, påve.

## Avlidna
- 1227 - Djingis khan, mongolisk härskare.
- 24 september 1228 - Stefan II, härskare av Serbien.